# معرف أبل
أبل ID أو Apple ID عبارة عن خدمة تستخدمها شركة أبل للمصادقة أو تسجيل الدخول على
أجهزة آي فون أو آي باد أو آي ماك.

## العملية

### التسجيل
يتم التسجيل على Apple ID مجانًا وذلك عن طريق الاشتراك في صفحة My Apple ID على الويب. يجب أن يكون Apple ID عنوان بريد إلكتروني صالح، وحمايته بكلمة مرور تتكون من سلسلة أبجدية رقمية لا تقل عن 8 أحرف، وأن تكون حساسة لحالة الأحرف.
عند انشاء حساب Apple جديد، سترسل Apple رسالة تحقق إلى عنوان البريد الإلكتروني الذي قدمه المستخدم أثناء التسجيل. يجب على المستخدم اتباع عنوان URL المضمن في رسالة التحقق لتنشيط الحساب، ليتمكن المستخدم من استخدام معرّف Apple الخاص به. من الممكن إنشاء Apple ID دون تحديد بطاقة ائتمان.
في مارس 2013 ، أطلق Apple ID ميزة أمان التحقق من خطوتين اختيارية للمصادقة. عند التمكين، تكون خطوة التحقق الثانية مطلوبة عند استخدام Apple ID تحت شروط معينة، مثل: تسجيل الدخول إلى الويب، أو إجراء عملية شراء لجهاز جديد. تستخدم الميزة خدمة Find My iPhone لإرسال رمز PIN المكون من أربعة أرقام إلى جهاز موثوق مرتبط بمعرف Apple عندما تكون خطوة التحقق الثانية مطلوبة للمصادقة.

### التعديل
يمكن للمستخدمين تغيير كلمات المرور الخاصة بهم أو معلوماتهم الشخصية في صفحة My Apple ID عن طريق تحديد ارتباط Manage your account. يتم أيضًا التعرف على التغييرات التي يضيفها المستخدم إلى حساب Apple ID الخاص به، أثناء استخدامه لمنتج Apple ، من خلال تطبيقات أخرى حيث يستخدم المستخدم نفس حساب Apple (على سبيل المثال، متجر Apple على الإنترنت أو MobileMe أو iPhoto ). تطلب Apple من المستخدم تأكيد التغييرات من خلال اتباع عنوان يو آر إل للتحقق الذي سيتم إرساله إلى عنوان البريد الإلكتروني الخاص بالحساب. بعد تأكيد التغييرات، لا يزال يُطلب من المستخدمين التحقق من معلوماتهم في المرة التالية التي يستخدمون فيها معرفات Apple الخاصة بهم للشراء عبر الإنترنت، على سبيل المثال، على iTunes Store.
كما تسمح Apple للمستخدمين بتغيير اسم Apple IDs الخاصة بهم ولكن يجب على المستخدمين الاتصال بخدمة عملاء Apple لإجراء هذا التغيير.

### إمكانية الاسترداد
يمكن تعطيل Apple ID لأسباب أمنية إذا تم إدخال كلمة المرور بشكل غير صحيح عدة مرات. سيتم تحذير المستخدم برسالة الخطأ التالية عند تعطيل الحساب: «تم تعطيل معرف Apple هذا لأسباب أمنية». يمكن استرداد معرفات Apple وكلمات المرور من خلال الإجابة على أسئلة أمان الحساب على iForgot.

### تعدد معرفات أبل
يمكن للمستخدمين استخدام معرفات Apple مختلفة لشراء مشترياتهم وتخزين آي كلاود واستخدامات أخرى. وهذا يشمل العديد من مستخدمي MobileMe الذين واجهوا صعوبات دائمًا حيث تم إجبارهم على استخدام أكثر من معرف Apple ، لأنه عند تسجيل الاشتراك في خدمة MobileMe ، يتم إنشاء معرف Apple جديد تلقائيًا باستخدام عنوان البريد الإلكتروني me.com الذي يتم إنشاؤه في ذلك الوقت، مما يعني أن المستخدمين لن يتمكنوا من تغيير عنوان بريدهم الإلكتروني السابق لـ Apple ID ليكون عنوان بريدهم الإلكتروني على شكل me.com. لا تسمح Apple بدمج الحسابات المختلفة.
لا تدعم Apple دمج معرفات Apple مع معرفات Apple أخرى أو مع معرفات AOL التي تم إنشاؤها كمعرف Apple.

## الاستخدامات

### Mac OS و iOS
تحتوي معرّفات Apple على معلومات وإعدادات المستخدم الشخصية. عندما يتم استخدام Apple ID لتسجيل الدخول إلى جهاز Apple ، مثل iPhone أو iPod Touch ، يتزامن الجهاز تلقائيًا مع إعدادات المستخدم المرتبطة بـ Apple ID.
كما يعمل Apple ID على تسريع عملية إعداد جهاز كمبيوتر MacOS جديد أو جهاز iOS. عندما يبدأ المستخدم في تشغيل منتج جديد أولاً، سيُطلب منه إدخال Apple ID، إذا كان متاحًا. إذا قام المستخدم بإدخال معرف Apple كما هو مطلوب، فإن أجهزة MacOS و iOS ستحول المستخدم مباشرة إلى شاشة سطح المكتب دون إجراء الإعدادات الأولية. سيقوم الكمبيوتر تلقائيًا بملء جميع البيانات الشخصية لمعرف Apple في دفتر عناوين الجهاز ومعلومات الاتصال وإعدادات Apple Mail.

### أجهزة Apple و تسجيل خطة حماية Apple Care

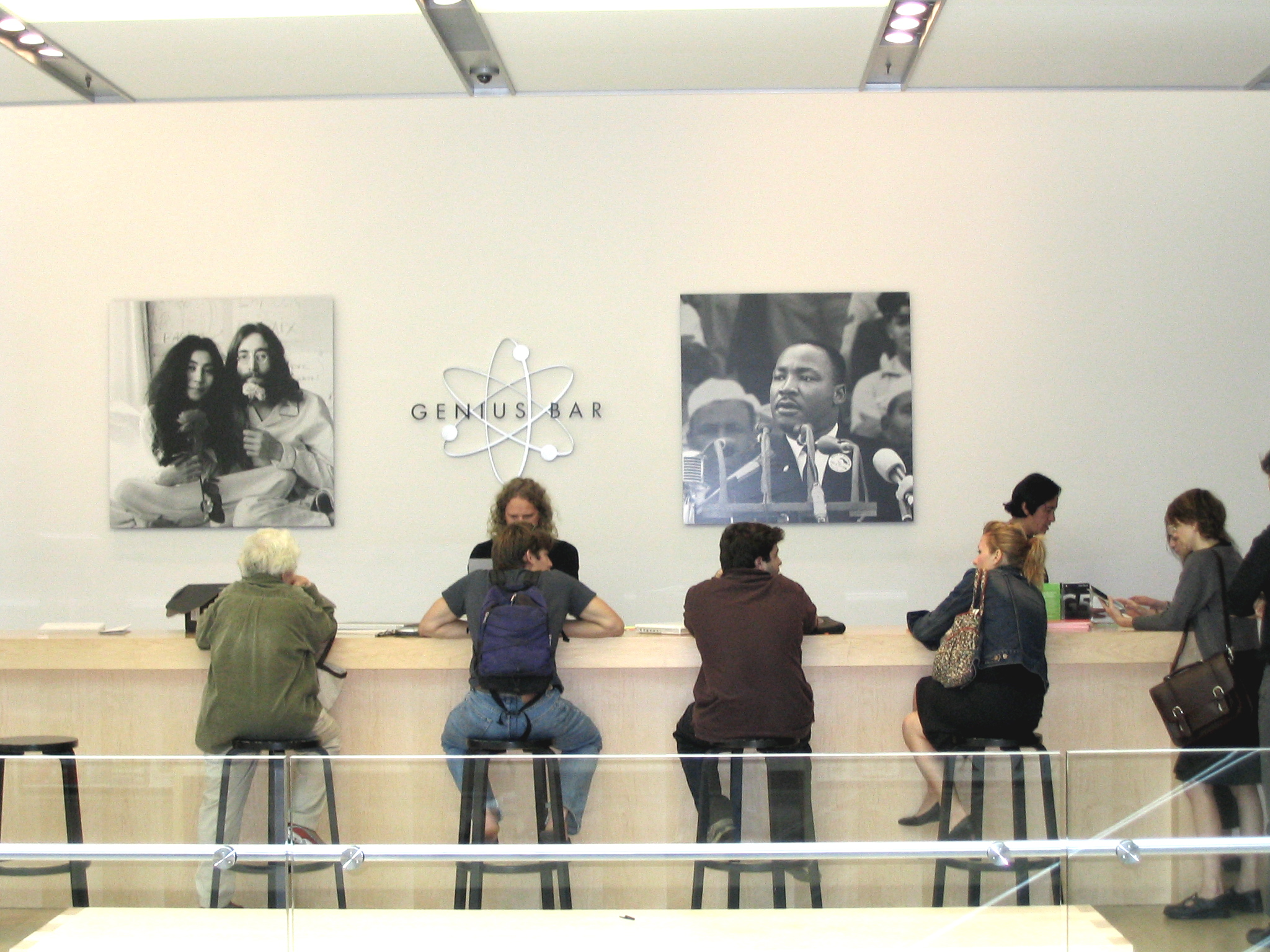
Genius Bar في متجر Apple

يطلب Apple ID لتسجيل أي منتجات Apple أو خطط حماية AppleCare على موقع Apple. يمكن تسجيل منتجات أو خطة حماية على موقع تسجيل Apple على الويب عن طريق إدخال الرقم التسلسلي للمنتجات ومعرف Apple.

### خدمة الزبائن (لتعيينات بار Genius Bar)
هناك حاجة إلى معرف Apple لإجراء حجز في Apple Genius Bar ، وهي خدمة دعم فني متوفرة داخل كل متجر Apple Retail. باستخدام Apple ID ، يمكن للمستخدمين تحديد موعد في Apple Genius Bar للحصول على المساعدة والدعم على جميع منتجات Apple.

### آبل أون لاين للمناقشات
Apple Discussions عبارة عن منتدى دعم من المستخدم إلى المستخدم حيث يلتقي خبراء Apple والمستخدمون لمناقشة منتجات Apple. يمكن لأي مستخدم استعراض وقراءة منتدى المناقشة دون الحاجة إلى معرف Apple. ومع ذلك، يمنح جهاز Apple ID المستخدم القدرة على المشاركة في مواقع الويب الخاصة بـ Apple Discussion مثل السماح للمستخدم بطرح أسئلة حول أي من منتجات Apple أو برامجه، لتلقي المساعدة والنصائح والحلول من مستخدمي Apple الآخرين.

### دعم أبل عبر الإنترنت
إذا كان العميل بحاجة إلى إرسال منتج Apple عبر البريد إلى Apple للصيانة، فيجب أن يكون لدى العميل معرّف Apple من أجل تنفيذ مثل هذا الطلب. يمكن أيضًا استخدام المعرّف لتعقب حالة الخدمة المطلوبة.
علاوة على ذلك، يمكن استخدام Apple ID لجدولة مكالمة هاتفية مدعومة من دعم Apple الفني لتوجيه العميل من خلال عملية إعداد الأنظمة أو لتنفيذ مهام معينة مثل استخدام برنامج Time Machine على نظام macOS لعمل نسخة احتياطية من البيانات أو معايرة اللون من Apple Cinema Display.

### الخصم في منتجات أبل
هناك حاجة إلى معرف Apple لتقديم مطالبات الخصم على موقع Apple Rebate. عملية تقديم مطالبة بسيطة للغاية. سيحتاج المستخدم فقط لتسجيل الدخول باستخدام معرف Apple وتقديم أرقام المعاملات الخاصة بالمشتريات. سيتم إكمال جميع المعلومات المطلوبة مثل العنوان البريدي واسم العميل من خلال Apple ID.

### iWork للنشر
يسمح iWork Publishing لمستخدم Apple ID بتحميل ومشاركة مشروعات iWork مثل Pages و Numbers و Keynotes. يمكن عرض المحتويات المنشورة علنًا أو من قِبل المستخدم الذي تمت دعوته عبر iWork.com. لم يعد لمستخدم بحاجة إلى معرفة ما إذا كان زملاءه يستخدمون جهاز Mac أو كمبيوتر شخصي. نظرًا لأن iWork كانت خدمة تستند إلى الويب، يمكن لأي شخص لديه متصفح ويب واتصال بالإنترنت استخدامه.

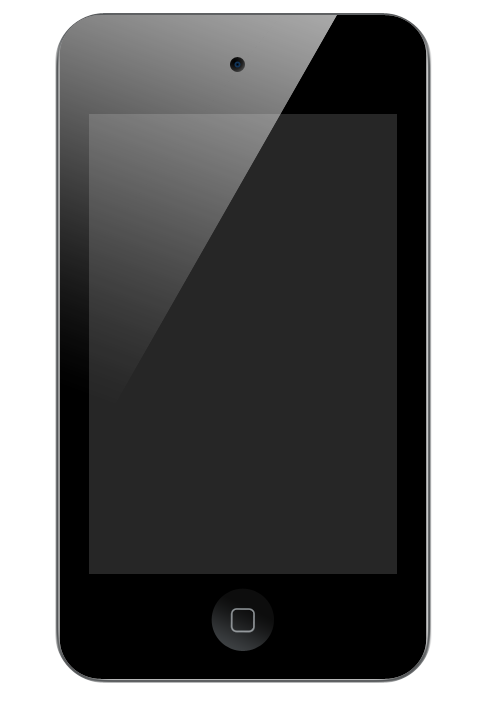
iPod Touch 4G ، أول جهاز iPod يدعم ميزة FaceTime

في 31 يوليو 2012 ، تم إغلاق iWork.com لصالح خدمة iCloud ، خدمة السحابة من Apple.

### FaceTime
FaceTime هي ميزة مكالمات الفيديو لـ iPhone 4 أو أحدث، Mac OS X 10.6.6 Snow Leopard أو أعلى، الجيل الرابع من iPod Touch أو ما بعده، و iPad 2 أو ما بعده. ومع ذلك، لا يُطلب من Apple ID استخدام تطبيق فيس تايم إذا كان أحد يملك iPhone (يمكن إجراء مكالمات هاتفية مع رقم iPhone على أجهزة Mac و iPod و iPad). يعمل Apple ID كبديل.

### iPhoto و Aperture photo و PhotoBook ordering
يسمح Apple ID لمستخدم iPhoto أو Aperture بوضع طلبات من مطبوعات الصور الفوتوغرافية أو كتب الصور مباشرةً من خلال تطبيق iPhoto و Aperture. سيوفر Apple ID معلومات الشحن بالإضافة إلى الدفع للطلب. يحتاج المستخدمون فقط إلى اختيار الصور التي يرغبون في طباعتها واختيار خدمة الطباعة ووضع الطلب.

### معرف Apple Developer Connection (ADC)
يمكن أيضًا استخدام Apple ID للوصول إلى موارد مطوري Apple مثل Xcode و iOS SDK. ومع ذلك، لاستخدام معرف Apple على موقع مطوّر برامج Apple ، يحتاج المستخدم إلى توفير المزيد من المعلومات الشخصية مثل نوع التطبيقات التي يخطط المستخدم لتطويرها، والأسواق الرئيسية للمنتجات، والأنظمة الأساسية التي يهتم المستخدم بتطويرها إلى حد أعلى.
يمكن استخدام Apple ID الذي تم تسجيله على موقع Apple Developer Connection على الويب والمُسجل في برنامج مطور لشراء منتجات أجهزة Apple بأسعار مخفضة. بالإضافة إلى ذلك، يمكن استخدام المعرّف للوصول إلى برامج ما قبل الإصدار من Apple ، والحصول على الدعم من مهندسي Apple ، وحضور مؤتمر مطوري (Apple Worldwide WWDC).

### متجر أبل على الإنترنت
لا يُطلب من Apple ID تقديم طلب على Apple Online Store. تسمح Apple للمشترين بوضع طلبات على متجرها عبر الإنترنت بدون معرف Apple باستخدام ميزة Guest Checkout. يتيح كل من Apple ID و Guest Checkout Feature للزبون الوصول إلى معلومات الطلب مثل الفواتير، والتحقق من حالة الطلب، وتتبع حزمة الشحن. وعلاوة عن ذلك، تسمح معرفات Apple للمستخدمين بتخصيص تجارب Apple Online الخاصة بهم. يمكن للمستخدمين حفظ العناصر التي يرغبون في شرائها ؛ حفظ عربة إذا كانت جاهزة تقريبًا لتقديم طلب ؛ حفظ الشحن وعناوين الفوترة ومعلومات الدفع لتسريع عملية السداد ؛ استخدم طلب بنقرة واحدة على موقع Apple على الويب وتحقق من رصيد بطاقة الهدية Apple.

### متاجر أبل الرقمية
يمنح Apple ID للمستخدمين إمكانية الوصول إلى الشراء (أو التنزيل مجانًا) ثم إعادة تنزيل العديد من الموارد المستندة إلى Apple مجانًا، بما في ذلك:
- iTunes Store: الموسيقى، الأفلام، البرامج التلفزيونية، البودكاست، الكاسيت، نغمات الهاتف المحمول.
- iBooks Store: كتب إلكترونية، كتب تفاعلية، كتب مدرسية رقمية (يمكن استخدامها على أجهزة iOS و Macs التي تعمل بنظام Mavericks).
- NewsStand: المجلات والصحف (لا يمكن استخدامها حاليًا إلا على أجهزة iOS).
- App Store: تطبيقات iOS.
- Mac App Store: تطبيقات Mac OS.
- يعمل كل من iTunes Store و App Store (لتطبيقات iOS) و Mac App Store و iBooks Store و Newsstand مع Apple ID. لشراء وسائط رقمية مثل الأفلام والموسيقى على iTunes Store أو App Store ، يلزم وجود Apple ID. يمكن للمستخدم استخدام معرف Apple وكلمة المرور لتسجيل الدخول إلى iTunes Store أو App Store لشراء المحتوى أو تخويل العناصر التي قام المستخدم بشرائها. المعرِّف هو إثبات الملكية للمحتوى الذي سبق للمستخدم تنزيله من متاجر Apple الرقمية. يسمح Apple ID للمستخدم بإعادة تنزيل المحتوى الذي تم شراؤه. بالنسبة لـ iTunes على أجهزة الكمبيوتر، يحق لـ Apple ID نسخ المحتوى الذي تم شراؤه على 5 أجهزة كمبيوتر في المرة الواحدة. لم تؤكد Apple على وجه الدقة عدد أجهزة iOS التي يمكنها استخدام المحتوى الذي تم شراؤه من معرف واحد. وفقًا لـ دعم Apple ، "يمكن أن يحتوي معرف Apple الخاص بك على ما يصل إلى 10 أجهزة وأجهزة كمبيوتر (مقترنة) بها.[13]

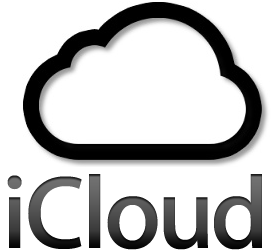
شعار الأيكلود

### iCloud
iCloud هي خدمة التخزين السحابي والحوسبة السحابية من  Apple Inc. تم إطلاقها في 12 أكتوبر 2011. اعتبارًا من يناير 2013 ، تضم الخدمة أكثر من 250 مليون مستخدم.
تسمح الخدمة للمستخدمين بتخزين البيانات مثل الموسيقى وتطبيقات iOS على خوادم الكمبيوتر عن بعد للتنزيل على أجهزة متعددة مثل الأجهزة التي تعمل بنظام iOS والتي تعمل بنظام iOS 5 أو أحدث، وأجهزة الكمبيوتر الشخصية التي تعمل بنظام التشغيل OS X 10.7.2 Lion أو إصدار أحدث أو Microsoft Windows (حزمة الخدمة Windows Vista 2 أو أحدث). كما أنه يحل محل خدمة MobileMe من Apple ، حيث يعمل كمركز لمزامنة البيانات للبريد الإلكتروني وجهات الاتصال والتقاويم والإشارات المرجعية والملاحظات والتذكيرات (قوائم المهام) ومستندات iWork والصور وغيرها من البيانات. كما تتيح الخدمة للمستخدمين إجراء نسخ احتياطي لاسلكي لأجهزة iOS الخاصة بهم على iCloud بدلاً من القيام بذلك يدويًا باستخدام iTunes.

### iTunes Ping
يتم طلب معرف Apple للوصول إلى iTunes Ping ، المعروف أيضًا باسم Ping. كانت iTunes Ping عبارة عن خدمة شبكة اجتماعية تعتمد على البرامج المستندة إلى الموسيقى وتم تطويرها وتشغيلها من قبل شركة Apple. تم إيقاف iTunes Ping حاليا.

## وصلات خارجية
- الموقع الرسمي